# Ousse-Suzan
Ousse-Suzan település Franciaországban, Landes megyében. Lakosainak száma 285 fő (2022. január 1.). Ousse-Suzan Beylongue, Saint-Martin-d’Oney, Saint-Yaguen, Villenave és Ygos-Saint-Saturnin községekkel határos.

## Népesség
A település népességének változása:
| Lakosok száma | 294  | 271  | 292  | 238  | 260  | 267  | 277  | 285  | 286  | 285  |
|               | 1968 | 1982 | 1990 | 2006 | 2013 | 2015 | 2017 | 2019 | 2020 | 2022 |